# The Waffle King
A The Waffle King é uma rede de waffles que foi idealizada a partir de uma viagem do fundador Anderson Suriz pela Europa em 2018, quando ele conheceu e experimentou o waffle de Liège, Anderson viu ali a oportunidade de trazer ao Brasil e também para fora dele, a real experiência do verdadeiro waffle.
Dois anos depois, após muita pesquisa e planejamento, foi inaugurada em 2020, na cidade de Gramado/RS, a primeira loja da The Waffle King e atualmente, a marca tem lojas por todo o país.